# Chessmaster
Chessmaster — серия компьютерных шахматных программ, правами на которую сейчас владеет Ubisoft. Это бестселлер среди шахматных программ, всего продано более 5 миллионов копий, по состоянию на 2002 год.

## Версии
- 1986: Серия The Chessmaster началась в 1986 году с версии The Chessmaster 2000, разработанной The Software Toolworks. Она была выпущена на платформах Amiga, Apple II, Atari 8-bit, Atari ST, Commodore 64, Amstrad CPC, MSX, Macintosh, ZX Spectrum и DOS. В игре использовался шахматный движок, написанный Дэвидом Киттингером(David Kittinger), и производитель оценил силу программы в 2000 баллов по рейтингу Эло шахматной федерации США. В действительности же она играла на уровне 1550—1600 Эло (1750—1800 Эло шахматной федерации США). В июле того же года она стала первой коммерческой программой, способной победить в классе персональных компьютеров на вторых открытых соревнованиях в США по компьютерным шахматам(USOCCC), проходимых в Мобил (Алабама).
- 1988: The Fidelity Chessmaster 2100 выпущен для Apple IIGS.
- 1989: The Fidelity Chessmaster 2100 выпущен для DOS.
- 1990: The Chessmaster выпущен для NES и Game Boy.
- 1990: The Fidelity Chessmaster 2100 выпущен для Amiga.
- 1991: The Chessmaster выпущен для SNES.
- 1991: The Chessmaster выпущен для Game Gear.
- 1991: Chessmaster 3000 выпущен для DOS и Windows 3.x.
- 1993: Chessmaster 4000 Turbo выпущен для Windows 3.x.
- 1993: Chessmaster 3000 выпущен для Macintosh.
- 1995: Chessmaster 4000 выпущен для Windows 95.
- 1995: Chessmaster 3D для PlayStation на основе движка Chessmaster 4000.
- 1996: Chessmaster 4000 выпущен для Macintosh.
- 1996: Chessmaster 5000 выпущен для Windows 95.
- 1997: Chessmaster 5500 выпущен для Windows 95.
- 1998: Chessmaster 6000 выпущен для Windows 95, Windows 98 и Macintosh.
- 1999: Chessmaster 7000 выпущен для Windows 98 и Chessmaster II выпущен для PlayStation.
- 2000: Chessmaster 8000 выпущен для Windows 98.
- 2002: Chessmaster 9000 выпущен для Windows 98/ME/XP.
- 2004: Chessmaster X Edition выпущен для Windows XP.
- 2004: Chessmaster 9000 выпущен для Mac OS X компанией Feral Interactive.
- 30 октября 2007 года: текущая версия Chessmaster XI, была выпущена для ПК (название Chessmaster: Grandmaster Edition) и Nintendo DS (название Chessmaster: The Art of Learning) и 12 февраля 2008 года для PlayStation Portable (название такое же — Chessmaster: The Art of Learning). Содержит многочисленные учебные пособия, составленные международным мастером Джошуа Вайцкиным для игроков с любым уровнем навыка. Так же содержит мини-игры Fork my fruit(развивает навык установки вилок), Minesweeper(развивает безопасность фигур) и Tail (где игрок выбирает дальнюю шахматную фигуру, а затем пытается выстроить длинный хвост, используя захваченные фигуры, и избегая вражеские фигуры, чтобы захватить главную фигуру или части хвоста). Русская версия выпущена в 2008 году.
- 2008: Chessmaster Live для Xbox 360.

## Шахматный движок
The Chessmaster 2000 работал на движке, написанном Дэвидом Киттингером(David Kittinger), это была переписанная и улучшенная версия его движка MyChess II. После сделки c Fidelity Electronics Inc в 1988 The Software Toolworks продолжает серию The Chessmaster для компьютеров Apple с движком на базе Sargon, написанным Кейтлин и Дэн Спраклин (Kathe and Dan Spracklen), эту версию назвали The Fidelity Chessmaster 2100. А вот ту же версию для ПК The Fidelity Chessmaster 2100 выпустили на обновленном движке Дэвида Киттингера (David Kittinger). Chessmaster 3000, как подтвердил Джон Мерлино(John Merlino), вышла всё так же на движке Киттингера (David Kittinger), об этом так же упомянуто в отчёте компьютерных шахмат, CCR Архивная копия от 28 марта 2017 на Wayback Machine 5.1.
Основной движок The Chessmaster называется The King, был написан программистом Йоханом Кёнингом (Johan de Koning) из Нидерландов. Он начал использоваться начиная с версии Chessmaster 4000 Turbo.
В соответствии с рейтингами от сентября 2009 шведской шахматной компьютерной ассоциации (SSDF) Chessmaster 9000 получил оценку 2718 рейтинга Эло, работая под управлением ПК на базе Athlon-1200. Если убрать дубли шахматных движков из этого списка, то Chessmaster 9000 занимает 14 позицию среди всех протестированных движков. По состоянию на май 2008, Chessmaster 9000 остаётся самой последней версией по SSDF. А вот в другом рейтинге, CCRL, Chessmaster XI занимает 24 место, по состоянию на декабрь 2009.
Движок The King позволяет пользователям создавать новые стили игры, также называемые «персоналиями», путём настройки нескольких десятков различных параметров, такими как Безопасность Короля, Слабость Пешек, Случайностями, Мобильностью и прочими. Так же есть возможность индивидуально скорректировать оценку фигур. В Chessmaster 9000, например, представлено более 150 персоналий, от международного гроссмейстера до шимпанзе Стэнли, которая в большинстве ситуаций совершает случайные ходы.
Наличие такой особенности как «персоналии» вдохновило многих любителей компьютерных шахмат попытаться найти наиболее оптимальные «персоналии». В Chessmaster X Edition создание персоналий сделали проще, чем в предыдущих версиях.

### Выдающиеся игры
- Ларри Кристиансен против Chessmaster 9000 (сентябрь 2002), снабжено аннотациями на GameKnot: Игра 1, Игра 2, Игра 3, Игра 4

Chessmaster 9000 одержал победу над международным гроссмейстером, чемпионом США, Ларри Кристиансеном в матче из четырёх игр, состоявшемся в сентябре 2002. Chessmaster выиграл этот матч со счётом 2.5-1.5. Управлением программы Chessmaster занимался Джон Мерлино (John Merlino), который являлся менеджером проекта Chessmaster во время прохождения матча. В этом матче было задействовано четыре персоналии, у трёх из которых были взяты за основу известные международные гроссмейстеры: Александр Алехин, Бобби Фишер и Михаил Ботвинник. Последний матч проходил с настройками персоналий по умолчанию. Кристиансен выиграл в первой игре, проиграл во второй и третьей и четвёртую игру сыграл вничью.

## Платформы
На сегодняшний день было издано множество различных версий программы Chessmaster на Amiga, Apple II, Apple IIGS, Atari 8-bit, Atari ST, Amstrad CPC, ZX Spectrum, Commodore 64, DOS, PC, Macintosh, Nintendo Entertainment System, Super Nintendo Entertainment System, Game Boy, Game Boy Color, Game Boy Advance, Nintendo DS, Sega Genesis (как эксклюзив Sega Channel), Sega Game Gear, PlayStation, PlayStation 2, Xbox, и мобильных телефонов. Ранние версии Chessmaster 3000 и 4000 для Macintosh были разработаны Себастьяном Раппортом и Троем Хире (Sebastian Rapport и Troy Heere), которые воспользовались движками, разработанными Киттингером и Кёнингом. Портированием более поздних версий для Macintosh занималась компания Feral Interactive и последний порт под Macintosh остановился на версии Chessmaster 9000. Ubisoft также предлагает загружаемую версию игры Chessmaster Challenge, в которой были некоторые отличия от Chessmaster X Edition, они выражались в более упрощённом интерфейсе и уменьшенными объёмами учебных материалов.
Более поздние издания Chessmaster содержали в себе оба оформления: 2D и 3D, и большого количества разнообразных оформлений доски и фигур. Подход к интерфейсу разработчики изменили с версии Chessmaster X Edition: добавились наборы 3D-анимаций, в которых фигуры ходили между полями и имитировали поединки при взятии вражеских фигур, позаимствовав идеи из Battle Chess или Волшебных шахмат из Гарри Поттера. К комплекту поставки Chessmaster X Edition прилагались красно-синие очки, для того чтобы иметь возможность вкусить режим «расширенного 3D».

### Xbox Live Arcade
Версию для раздела Xbox Live Arcade с поддержкой многопользовательской игры через Xbox Live и добавленной поддержкой веб-камеры для платформы Xbox 360 назвали Chessmaster Live и была она представлена 30 января 2008 года, но в данный момент недоступна. В этой версии Chessmaster содержалась ошибка, которая позволяла игроку, игравшему белыми фигурами, задержать матч на неопределённое время, пока соперник не сдастся или не покинет игру. В конечном счёте для исправления этого недостатка был выпущен патч, который не изменял Эло игроков, в случае покидания игры до первого хода.

## Оценки
| Сводный рейтинг | Сводный рейтинг |
| Агрегатор       | Оценка          |
| --------------- | --------------- |
| GameRankings    | 75,88 %         |